# Иннокентий (Алексеев)
Иннокентий Алексеев (1771—1807) — архимандрит Задонского Рождество-Богородицкого монастыря Русской православной церкви и педагог.

## Биография
Иннокентий Алексеев родился в 1771 году в Рязанской губернии Российской империи; происходил из духовного звания. Получил образование в Крутицкой и Коломенской духовных семинариях.

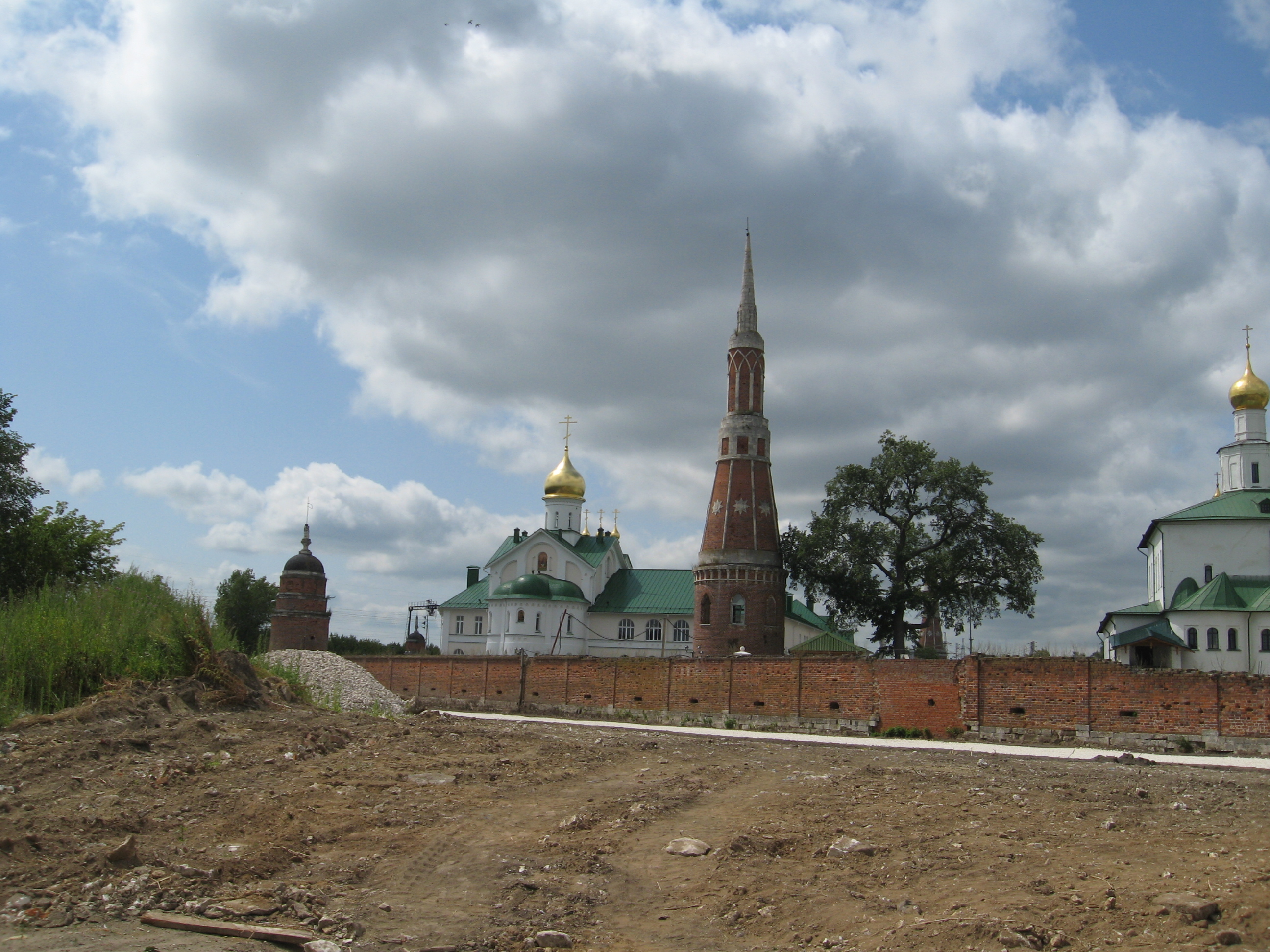
Коломенская семинария

С 4 октября 1795 года Иннокентий Алексеев был учителем в Коломенской духовной семинарии, сначала «российского класса» (подготовительного), затем класса грамматики и греческого языка.
В 1798 году, овдовев, он был зачислен в штат соборных иеромонахов Донского монастыря города Москвы.
В 1799 году Алексеев был определен иподиаконом собора в города Воронеже и учителем поэзии в Воронежской духовной семинарии.
24 марта 1800 году принял монашество, произведен в иеромонахи и последовательно занимал должности учителя высшего красноречия, философии и богословия, французского языка, семинарского вице-префекта и префекта. Алексеев был очень образованным человеком и имел большую собственную библиотеку.
15 сентября 1805 года Иннокентий Алексеев был произведен в архимандриты Задонского Рождество-Богородицкого монастыря.
К концу жизни Иннокентий Алексеев стал страдать ипохондрией и в один из припадков этой болезни 3 (15) сентября 1807 покончил с собой.